# Estrada Romana de Petra

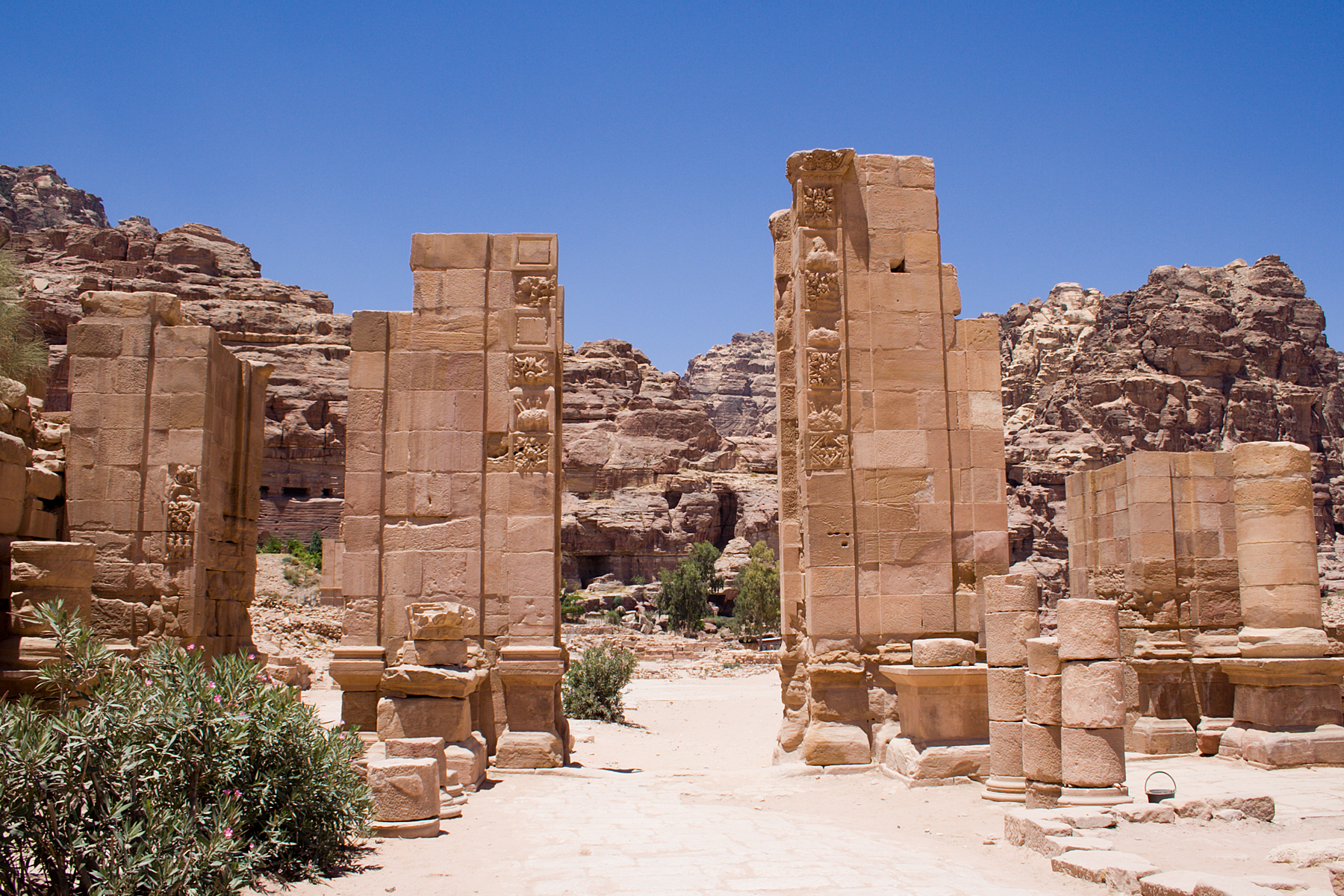
Os antigos portões romanos da estrada de Petra

A Estrada de Petra era a principal via da antiga cidade de Petra na Jordânia, construída pelos romanos no século I. É caracterizada pelos grandes portões que serviram de entrada para a antiga cidade. Tumbas grandes e ornamentadas construídas pelos nabateus deram lugar a igrejas cristãs construídas pelos bizantinos, que consideravam Petra a capital da província de Palestina Salutar. Durante essa evolução, enquanto os romanos governavam a cidade depois dos nabateus e antes dos bizantinos, a estrada romana de Petra foi construída. Isso serviu como a principal via de Petra, e portões ornamentados foram construídos, em estilo romano, para marcar a entrada da cidade. No entanto, a influência dos nabateus sobre o design e a estrutura da cidade não foi completamente eliminada por seus governantes subsequentes.